# Walter Hädicke
Walter Hädicke (* 13. Oktober 1908; † 1943 an der Ostfront) war ein deutscher Fußballspieler.

## Karriere
Hädicke gehörte zunächst dem Halleschen FC Wacker an, für den er als Abwehrspieler in der Gauliga Mitte, eine von zunächst 16, später auf 23 aufgestockten Gauligen zur Zeit des Nationalsozialismus als einheitlich höchste Spielklasse im Deutschen Reich, Punktspiele bestritt und am Ende die Gaumeisterschaft gewann. Mit diesem Erfolg war er mit seiner Mannschaft an der Endrunde um die Deutsche Meisterschaft vertreten. In der in vier Gruppen zu je vier Mannschaften ausgetragenen Endrunde bestritt er alle sechs Spiele der Gruppe D. Sein Debüt gab er am 8. April 1934 auf dem Cricketer Sportplatz, der Spielstätte des FuCC Cricket-Viktoria 1897 Magdeburg, bei der 0:2-Niederlage gegen den 1. FC Nürnberg. Als Gruppenletzter schied er mit seiner Mannschaft aus dem Wettbewerb aus, da nur die Gruppensieger ins Halbfinale gelangten.
Zur Saison 1934/35 zum Ligakonkurrenten 1. SV Jena gewechselt, spielte er für diesen bis Saisonende 1939/40 und gewann in seinen ersten beiden Spielzeiten jeweils die Gaumeisterschaft, wie auch am Ende seiner letzten Saison. Auch für den 1. SV Jena bestritt er zunächst alle sechs Endrundenspiele um die Deutsche Meisterschaft in der Gruppe D und schied mit seiner Mannschaft ebenfalls als Gruppenletzter aus dem Wettbewerb aus. In der darauffolgenden Endrunde bestritt er die ersten beiden und die letzten beiden Spiele in der Gruppe C; mit dem erreichten dritten Platz wurde das Halbfinale erneut verpasst. Aufgrund des 1940er-Gaumeistertitels kam er erneut in der Endrunde um die Deutsche Meisterschaft zum Einsatz; in der Gruppe 2, die als Letztplatzierter beendet wurde, betritt er ebenfalls alle sechs Spiele und blieb in seinen insgesamt 22 Endrundenspielen ohne Torerfolg. In dem 1935 eingeführten Wettbewerb um den Tschammerpokal, dem Pokalwettbewerb für Vereinsmannschaften, bestritt er für den 1. SV Jena insgesamt drei Pokalspiele. Sein Debüt am 22. September 1935 bei Eintracht Braunschweig endete in der 2. Schlussrunde mit der deutlichen 0:7-Niederlage. Seine letzten beiden Pokalspiele bestritt er am 28. August 1938 bei der 1:2-Erstrundenniederlage gegen Hertha BSC und am 20. August 1939 bei der 3:4-Erstrundenniederlage beim 1. SC Göttingen 05.

## Erfolge
- Gaumeister Mitte 1934, 1935, 1936, 1940

## Sonstiges
Am 22. September 1943 wurde bekannt, dass der als zuverlässig und kampfstark geltende Verteidiger an der Ostfront gefallen war.